# Stresemannstraße 1 (Quedlinburg)

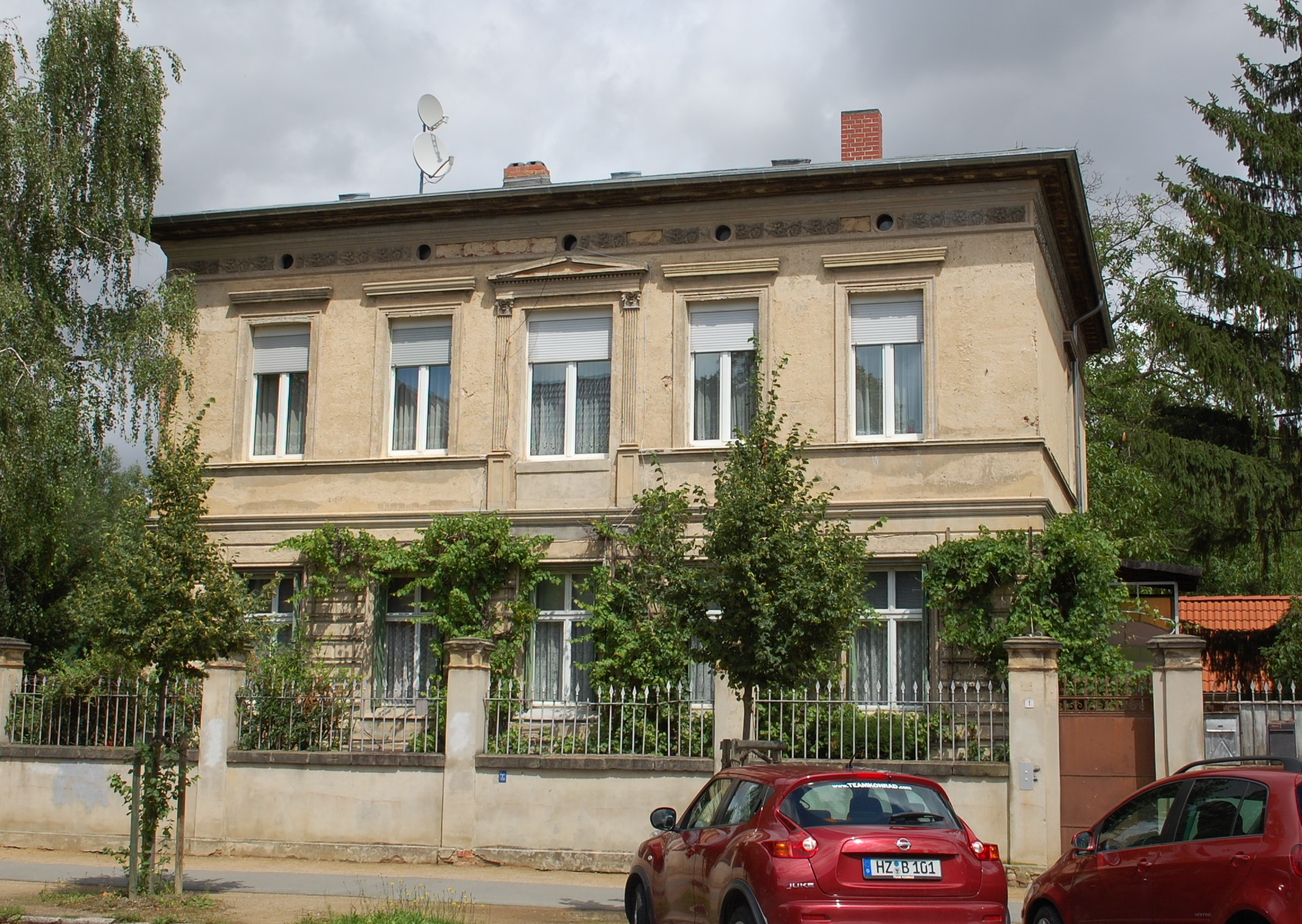
Haus Stresemannstraße 1

Das Haus Stresemannstraße 1 ist ein denkmalgeschütztes Wohnhaus in der Stadt Quedlinburg in Sachsen-Anhalt.

## Lage
Die Villa befindet sich südlich der historischen Altstadt Quedlinburgs am rechten Ufer der Bode. Sie ist im Quedlinburger Denkmalverzeichnis eingetragen. Etwas nördlich des Hauses führt der Itschensteg über die Bode.

## Architektur und Geschichte
Die zweigeschossige Villa entstand in der zweiten Hälfte des 19. Jahrhunderts im Stil des Klassizismus. Die Fassade ist symmetrisch gegliedert und verfügt über Putzquaderung und floralem Fries am oberen Geschoss.
Die Grundstückseinfriedung ist bauzeitlichen Ursprungs und besteht aus geschmiedeten Gitterelementen auf einer flachen Brüstung zwischen mit Abdeckungen versehenen Pfeilern aus Sandstein.